# 戴琳
戴琳（1987年11月28日—），大连人，是中国职业足球运动员，主要司职后卫，也能胜任后腰，目前效力于济南兴洲。

## 职业生涯
2008年，戴琳曾经进入中国国奥队参加奥运会的四人候补名单。赛季结束后，其效力的辽宁队降级，戴琳提出转会，但由于400万的挂牌价未能在中超转会截止日前完成转会。不过此时辽宁俱乐部又发生强迫球员签低薪长约等事件，导致戴琳表示无论如何都不会再返回俱乐部。此后戴琳与波黑萨拉热窝的球队签订了3个月短期合同，至2009年4月下旬，中国足协为戴琳开出了国际转会证明，让他成为继周海滨、冯潇霆之后第三位以免费转会形式离开中国的国字号球员。
不过由于加盟波黑球队时联赛已经临近结束，戴琳并未代表球队出赛。到2009年7月，中国足球夏季的二次转会开启，戴琳又申请转会回到中国联赛加盟上海申花，被外界视为利用国际转会，跳过中国足球内部无合同球员仍30个月不得转会的陈旧规定。多家中超俱乐部认为这种做法违反了“潜规则”，但是中国足协最终发表申明，表示这一转会完全符合现代国际足球的规则，同意批准，并且将进一步修改中国足球已经落后的转会规则，维护球员利益。2009年7月27日，上海申花俱乐部正式宣布转会手续完成，戴琳成功加盟球队。
戴琳虽然由于其犯规较多经常遭受非议，但在申花很快奠定了主力位置，2011年赛季中期球队开始将场上队长的荣誉和职责付于戴琳。由于其彪悍球风，被称为中超五大恶人之一：南秦升、北周挺、东戴琳、西柯钊、中望嵩。
2014年1月2日，山东鲁能宣布戴琳与申花队友王大雷加盟。据透露，二人转会费总和为4,000万人民币，戴琳的转会费为1,000万人民币。

## 荣誉

### 山东泰山
- 中国足球超级联赛冠军：2021
- 中国足协杯：2014、2020、2021
- 中国足球协会超级杯：2015

## 个人
戴琳的两个女儿分别于2012年和2013年降生，很多人将其球风日渐成熟与成为父亲联系起来。